# Titan hordozórakéta

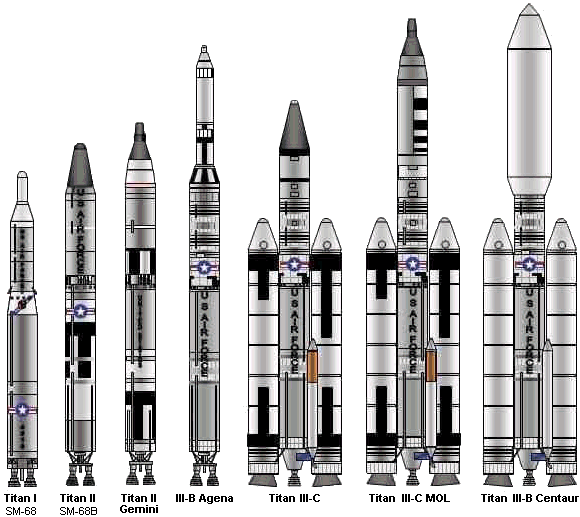
A Titan hordozórakéta család

A Titan hordozórakéta amerikai folyékony hajtóanyagú kozmikus hordozórakéta család.

## Előzmények
Az amerikai hordozórakéták fejlesztését 1945-ben kezdték el a zsákmányolt német rakéták és kutatási eredmények alapján. Az amerikai légi haderő 1955-1957 között a többek között a Convair MX–774, Hermes rakétaprogram, Thor, Atlas, Titán folyékony hajtóanyagú ballisztikus hordozórakétákat fejlesztette.
A NASA 1958. október 1-jén történt megalakulása után a szárazföldi haderő és a haditengerészet befejezte saját rakétafejlesztéseit, minden intézményét átadta a NASA-nak, mesterséges holdjait pedig a légi haderő indítja. A kifejlesztett hordozórakéta-családból kiválasztották a műholdak hordozására alkalmas típusokat. A NASA különböző intézeteiben tervezték és fejlesztették ki (tovább), többek között a Thor–Delta, Atlas–Centaur, Saturn V majd a Space Shuttle hordozórakéta-rendszereket. Az amerikai légi haderő a meglévő és leváltott ballisztikus rakétákra építve fejlesztette ki saját hordozórakéta-sorozatait, többek között Thor–Agena – ennek A,- B,- D változatait –, Titán IIIB–Agena D. Ezek alkalmazásával fokozatosan felhasználták a rendszerből kivont típusú, folyékony hajtóanyagú, katonai-ballisztikus rakétákat.

## Története

### Titan I
Az Amerikai Egyesült Államok Légiereje (USAF) 1955-től fejlesztette. Gyártotta a Glenn L. Martin Company. Fejlesztésekor széleskörűen felhasználták az Atlas és a Thor rakétákkal szerzett tapasztalatokat. Az Amerikai Egyesült Államok első interkontinentális ballisztikus rakétája (ICBM). Az első indítása 1959. február 6-án, az utolsó 1965. március 5-én történt.
Kétfokozatú rakéta, hajtóanyaga finomított kerozin (RP–1, Rocket Propellant–1, eredetileg Refined Petroleum–1) és folyékony oxigén, hatótávolsága 13 000 kilométer. Hossza űrhajóval együtt 31 m, átmérője 3,05 méter. Starttömege 105,14 tonna. Összesen 70 példányt indítottak, amiből 53 volt sikeres. Indításhoz szükséges időtartam 15 perc.

### Titan II
Gyártotta a Glenn L. Martin Company. Kétfokozatú interkontinentális ballisztikus rakéta, az USAF 1960-tól kezdte fejleszteni. ICBM alkalmazásnál a legnagyobb atom-robbanófejet szállíthatta (5–10 tonna). A Titan–1 jelentősen módosított változata. Nincsenek kisegítő hajtóművek (leválasztó, irányító), hajtóanyaga magasabb kalóriájú (megnövelt tolóerő), a rakétatestben hosszabb ideig tárolható. Tehetetlenségi irányító rendszere van. Csökkent az összsúly és az energiaszükséglet. Indításhoz szükséges időtartam 2 percre csökkent. Az első indítás 1962. március 12-én, nagy megbízhatóságának köszönhetően az utolsó 2003. október 18-án történt.
Modernebb navigációs és vezérlő rendszerrel ellátott típusát alkalmazta a NASA (Gemini-program), a Nemzeti Óceán-és Légköri Hivatal (NOAA), valamint az USAF Védelmi Meteorológiai Műholdas Rendszer (DMSP).
Hossza űrhajóval együtt 32,90 m, átmérője 3,05 méter. Starttömege 150 tonna, hasznos terhelése alacsony Föld körüli pályára (LEO = Low-Earth Orbit) 3,6 tonna. Első és második fokozat hajtóanyaga nitrogén-tetraoxid és Aerozin–50 keveréke (N2O4; nitrogén-tetroxid és hidrazin 50%-os elegye). Repülési távolság 11 600, repülési magasság 1000 kilométer, repülési sebessége 28 Ma.

### Titan III

#### Titan–3A
Átmeneti, háromfokozatú teszttípus, négy kísérleti indítást végeztek a későbbi Titan–3C (SLV–5A) fő rendszereinek kipróbálására. Az első indítás 1964. szeptember 1-jén, az utolsó 1965. május 6-án történt.
Hossza 42 méter, átmérője 3,05 méter. Starttömege 161 730 kilogramm. Hasznos terhelése alacsony Föld körüli pályára (LEO = Low-Earth Orbit) 3,1 tonna.

#### Titan–3B
Négy fokozatú, soros elrendezésű rakétaegység. A Titan–3B/Agena D kombináció az USAF rendszeresen használt hordozórakétája. Több Felderítő műhold és távközlési műhold indításánál alkalmazták.
Hossza 38,71 m, starttömege 155 tonna, hasznos terhelése alacsony Föld körüli pályára (LEO = Low-Earth Orbit) 3,2 tonna.

#### Titan–3C
Gyártotta a Glenn L. Martin Company. Négyfokozatú, soros elrendezésű rakétaegység (SLV–5C). A Titan–3A rakéta mellé két UTC típusú, szilárd hajtóanyagú gyorsító rakétát, negyedik fokozatként a Transtage nevű rakétát szerelték, hajtóműveinek működése leállítható, újraindítható. Az első indítás 1965. június 18-án, az utolsó 1982. március 6-án történt. Az Amerikai Védelmi Minisztérium (DoD) műholdjainak pályára állítását segítette.
Hossza 37,76 métertől 48,76 méterig változott feladattól és hasznos tehertől függően, átmérője 3,05 méter. Starttömege 645 tonna. Hasznos terhelése alacsony Föld körüli pályára (LEO = Low-Earth Orbit) 9–12 tonna, geostacionárius pályára 3 tonna. Első és második fokozat hajtóanyaga Aerozin–50 (hidrazin és aszimmetrikus dimetil-hidrazin (UDMH) 50-50%-os keveréke), oxidálószerként dinitrogén-tetroxid (N2O4) használtak. A Titan–2 kétfokozatú alaprakétát kapcsolták össze a Transtage nevű harmadik fokozattal, kúpos orr-résszel egészítették ki. Hatótávolsága több mint 12 000 kilométer, repülési sebessége több mint 22 Ma (Mach-szám).

#### Titán–3D
A Titan–3C megfelelője, a Transtage nevű rakéta nélkül. A háromfokozatú egységet csak az amerikai légierő (USAF) alkalmazta. A Big Bird felderítő műhold hordozórakétája. Az első indítás 1971. június 15-én, az utolsó 1982. november 17-én történt.
Hossza 36,85 méter. Hasznos terhelése alacsony Föld körüli pályára (LEO) 13–15,5 tonna.
Starttömege 612 990 kilogramm.

#### Titan–3E
Négy- vagy ötfokozatú, soros elrendezésű rakétaegység. A NASA alkalmazza bolygó- és űrkutató szondák indítására (Helios-program, Viking-program, Mariner-program) és Voyager-program. Az első indítás 1974. február 11-én, az utolsó 1977. szeptember 5-én történt.
A Titan–3D kiegészül egy Centaur DT nagy energiájú szilárd hajtóanyagú fokozattal. Helios-program esetén a hordozóegység hossza 48,77 méter, átmérője 3,05 méter. Starttömege 650 tonna. Mintegy 3,6–3,8 tonna hasznos terhet tud második kozmikus sebesség fölé gyorsítani.

#### Titan–3M
Az amerikai légierő kísérleti, a Manned Orbiting Laboratory (MOL) – űrállomás hordozórakétája. Fejlesztését 1969. júniusában leállították.